# Acalypha sonderi
Acalypha sonderi är en törelväxtart som beskrevs av Michel Gandoger. Acalypha sonderi ingår i släktet akalyfor, och familjen törelväxter. Inga underarter finns listade i Catalogue of Life.